# Zum Zum Zum nº 2
Zum Zum Zum nº 2 (titolo alternativo: Zum Zum Zum n. 2 - Sarà capitato anche a voi) è un film del 1969, diretto da Bruno Corbucci. Il film è il sequel di Zum Zum Zum - La canzone che mi passa per la testa, dell'anno precedente.

## Trama
Tony è fidanzato con Rosalia, ma un giorno conosce Valeria, una bella pilota di aerei. Rosalia è una ragazza tradizionale, Valeria frequenta i ricchi e fa la spesa a Carnaby Street. Un innamorato deluso di Valeria accusa il rivale di furto. Tony evade e fa arrestare il vero colpevole. Poi decide di abbandonare la compagnia di Valeria e di tornare con Rosalia.